# 174567 Varda
(174567) Varda ali 2003 MW12 je čezneptunski asteroid, ki se nahaja v Kuiperjevem pasu. 

## Odkritje
Odkril ga je Jeffrey A. Larsen 21. junija 2003.

## Lastnosti
Asteroid ima premer okoli 765 km. Njegova tirnica je nagnjena za 21,494 °. Spada v skupino kubevanov.